# Godzilla x Kong : Le Nouvel Empire
Série MonsterVerse
Godzilla vs Kong
(2021) Godzilla x Kong: Supernova
(2027)
Pour plus de détails, voir Fiche technique et Distribution.
Godzilla x Kong: Le Nouvel Empire (Godzilla x Kong: The New Empire) est un film de science-fiction américain réalisé par Adam Wingard et sorti en 2024. Il s'agit du cinquième opus de l'univers de fiction MonsterVerse de Legendary Pictures, après Godzilla (2014), Kong: Skull Island (2017), Godzilla 2 : Roi des monstres (2019) et Godzilla vs Kong (2021).
Anciens ennemis, Kong et Godzilla vont devoir ici combattre côte à côte face à un nouvel ennemi qui a pris le pouvoir dans le monde des titans et qui en menace l'équilibre naturel : le Skar King.

## Synopsis
Trois ans après avoir vaincu Mechagodzilla, Kong a établi son nouveau territoire dans la Terre creuse et recherche d'autres individus de son espèce. À la surface de la Terre, Godzilla continue de maintenir l'ordre entre l'Humanité et les monstres géants, connus sous le nom de « Titans ». Il affronte ainsi Scylla à Rome avant de se reposer au Colisée.
Un avant-poste d'observation de Monarch stationné dans la Terre creuse capte un signal non identifié. En surface, le signal provoque des hallucinations et des visions chez Jia, la dernière survivante connue de la tribu Iwi de Skull Island, ce qui inquiète sa mère adoptive, le Dr Ilene Andrews. Elle fait donc appel au podcasteur conspirationniste, Bernie Hayes, basé à Miami. Détectant également le signal, Godzilla quitte Rome et attaque une centrale nucléaire à Montagnac en France pour absorber les radiations. Godzilla se dirige ensuite vers le repaire du Titan Tiamat dans l'Arctique. Monarch pense que Godzilla se renforce pour faire face à une menace imminente.
Lorsqu'un gouffre s'ouvre près de chez lui, Kong découvre une région inexplorée où une tribu de son espèce a survécu, dont un juvénile nommé Suko. Après une première confrontation, Kong force Suko à le conduire au repaire de la tribu, et les deux se lient lentement d'amitié au cours de leur voyage. Le chef tyrannique de la tribu, le Skar King, combat Kong avec l'aide d'un ancien Titan propulsé par la glace, Shimo, que le Skar King contrôle avec douleur à l'aide d'un cristal. Le souffle glacé de Shimo endommage le bras droit de Kong, provoquant des engelures, mais avec l'aide de Suko, Kong parvient à s'échapper, bien qu'il perde sa hache dans le processus.
Andrews et Jia, aux côtés du vétérinaire Titan Trapper et Bernie Hayes, se rendent sur la Terre creuse pour localiser la source du signal. Ils trouvent l'avant-poste de Monarch détruit. Alors que le groupe s'aventure vers l'avant, ils découvrent un temple qui les mène à une section souterraine abritant une tribu Iwi survivante, qui communique par télépathie entre eux. En inspectant quelques ruines, ils supposent que le signal était un appel de détresse télépathique envoyé par les Iwi.
Tout en observant Jia socialiser avec les Iwi, Andrews exprime ses craintes à Trapper que Jia puisse choisir de rester avec son peuple et qu'Andrews devrait l'accepter. À l'intérieur d'un temple, Andrews découvre des hiéroglyphes affichant le passé et le futur : le Skar King a tenté une fois de conquérir le monde de la surface et a mené la guerre contre l'espèce de Godzilla, mais Godzilla l'a vaincu et l'a piégé, lui et sa tribu, au plus profond de la Terre creuse. La prophétie indique également que Jia serait la clé pour réveiller Mothra. Détectant Jia, Kong localise le temple et est équipé par Trapper d'un prototype d'attelle de bras exosquelettique pour renforcer et guérir son membre gelé. À leur insu, l'un des loyalistes du Skar King les a suivis et informe le Skar King, qui rassemble sa force d'invasion pour la Terre. Jia réveille avec succès Mothra renaissant.
Godzilla tue Tiamat et absorbe le rayonnement cosmique de son antre, le faisant évoluer et rendant ses plaques dorsales magenta. Dans l'espoir d'attirer Godzilla sur la Terre Creuse pour l'aider, Kong fait surface au Caire et appelle Godzilla. Malgré les tentatives de communication de Kong, un Godzilla en colère l'attaque et un bref combat s'ensuit jusqu'à ce que Mothra arrive avec Jia et convainc Godzilla d'aider Kong. Le trio se dirige ensuite vers la Terre Creuse pour affronter le Skar King avec Shimo et son armée. Le combat entraîne Godzilla, Kong, Shimo et le Skar King à Rio de Janeiro, où Shimo commence à provoquer une autre ère glaciaire sous les ordres du Skar King. Les factions sont à égalité jusqu'à ce que Suko arrive avec la hache de Kong et détruise le cristal contrôlant Shimo. Shimo et Kong gèlent alors le Skar King et le brisent.
Après avoir défait la période glaciaire de Shimo avec son souffle atomique, Godzilla retourne se reposer au Colisée. Jia retrouve Andrews et apaise ses craintes en choisissant de rester avec sa mère adoptive. Mothra restaure la barrière protectrice de la maison des Iwi puis s'en va. Kong revient avec Shimo et Suko sur la Terre Creuse, où il devient le nouveau chef de la tribu des singes : c'est l'avènement de King Kong.

## Fiche technique
Sauf indication contraire, les informations mentionnées dans cette section peuvent être confirmées par les bases de données cinématographiques IMDb et Allociné,  présentes dans la section « Liens externes ».
- Titre original : Godzilla x Kong: The New Empire
- Titre français : Godzilla x Kong : Le Nouvel Empire
- Titre québécois : Godzilla et Kong : Le nouvel empire[2]
- Réalisation : Adam Wingard
- Scénario : Terry Rossio, Jeremy Slater et Simon Barrett, d'après Godzilla et Mothra créés par Tomoyuki Tanaka et Tōhō et King Kong par Merian C. Cooper, Ernest B. Schoedsack et RKO Radio Pictures.
- Musique : Junkie XL et Antonio Di Iorio
- Photographie : Ben Seresin
- Montage : Josh Schaeffer
- Décors : Tom Hammock
- Costumes : Emily Seresin
- Production : Alex Garcia, Jon Jashni, Eric McLeod, Mary Parent, Thomas Tull et Brian Rogers
  - Production déléguée : Jennifer Conroy, Yoshimitsu Banno, Jay Ashenfelter, Roy Lee, Gianluca Leurini, Dan Lin, Kenji Okuhira et Adam Wingard
- Sociétés de production : Warner Bros., Legendary Pictures, Screen Queensland
- Société de distribution : Warner Bros. (États-Unis et France)
- Budget : 135 millions de $
- Pays de production :  États-Unis
- Langue originale : anglais
- Format : couleur
- Genre : science-fiction, action
- Durée : 115 minutes
- Dates de sortie[3] :
  - États-Unis : 29 mars 2024
  - France : 3 avril 2024

## Distribution
Sauf indication contraire, les informations mentionnées dans cette section peuvent être confirmées par les bases de données cinématographiques IMDb et Allociné,  présentes dans la section « Liens externes ».
- Rebecca Hall (VF : Audrey Sourdive ; VQ : Mélanie Laberge) : Dr Ilenne Adrews
- Dan Stevens (VF : Damien Witecka ; VQ : Adrien Bletton) : Trapper
- Brian Tyree Henry (VF : Baptiste Marc ; VQ : Didier Lucien) : Bernie Hayes
- Kaylee Hottle : Jia
- Rachel House (VF : Virginie Emane ; VQ : Pascale Montreuil) : Hampton
- Alex Ferns (VF : Jérémy Prévost ; VQ : Stéphane Rivard) : Mikael
- Ron Smyck : Harris
- Fala Chen : la reine Iwi
- Kevin Copeland (VF : Rody Benghezala) : le pilote du sous-marin
- Greg Hatton (VF : Philippe Chaine) : Lewis
- Chantelle Jamieson : Jayne
- Tim Carroll : Wilcox
- Sophia Emberson-Bain : Laurier
- Chika Ikogwe (VF : Corinne Wellong) : Mme Cadogan

 Source et légende : version française (VF) sur RS Doublage ; version québécoise (VQ) sur Doublage.qc.ca

## Production

### Genèse et développement
En mars 2019, peu de temps avant la sortie de Godzilla 2 : Roi des monstres, le producteur Alex Garcia rapporte que Legendary Pictures et 20th Century Studios espère produire plusieurs films du MonsterVerse s'ils rencontrent le succès : « C'est une brique à la fois, chaque pièce doit être aussi bonne que possible, donc en ce moment tout est concentré sur cela. Mais pourrait-il y avoir d'autres ? Ouais, c'est l'espoir si les films tournent vraiment bien. » En février 2021, le réalisateur Adam Wingard évoque le futur de l'univers « Je sais où nous pourrions aller potentiellement avec les futurs films. » Il est alors incertain si l'univers se poursuivra après Godzilla vs Kong.
Godzilla vs Kong sort en mars 2021. Malgré la pandémie de Covid-19, il réalise de bons résultats notamment grâce à la vidéo à la demande. Le film récolte près de 470 millions de dollars dans le monde. En avril 2021, Josh Grode — PDG de Legendary — déclare que plusieurs suites sont possibles : « nous avons un certain nombre d'idées pour plus de films. » Peu après, il est révélé qu'Adam Wingard pourrait revenir comme réalisateur. Alors que plusieurs idées sont évoqués, le titre Son of Kong fait partie des rumeurs. En août 2021, le scénariste Max Borenstein évoque des projets à venir pour l'univers.
En mars 2022, il est annoncé que la suite de Godzilla vs. Kong entrera en tournage plus tard dans l'année en Australie. En mai 2022, Adam Wingard est confirmé comme réalisateur alors que Dan Stevens est annoncé dans le rôle principal. En juin 2022, il est révélé Mary Parent, Alex Garcia, Eric McLeod, Brian Rogers, Thomas Tull et Jon Jashni seront à nouveau à la production,.
En août 2022, Warner Bros. et Legendary confirment que Rebecca Hall, Brian Tyree Henry et Kaylee Hottle reprendront leurs rôles de Godzilla vs Kong, alors que Fala Chen, Alex Ferns et Rachel House sont annoncés. Il est précisé que le script est signé Terry Rossio, Jeremy Slater et Simon Barrett,.

### Tournage
Le tournage débute le 29 juillet 2022 à Gold Coast dans le Queensland en Australie. En novembre 2022, il est révélé que les prises de vues sont terminées et que le titre pourrait être Godzilla and Kong.

## Accueil

### Critique
La presse est assez mitigée à la sortie du film. Sur le site d'agrégation de critiques Rotten Tomatoes, le film obtient 54% d'avis favorables, pour 236 critiques et une note moyenne de 5,6⁄10. Le consensus suivant résumé les avis collectés : « Venez à Godzilla x Kong : Le Nouvel Empire pour le pur spectacle d'écrasement de monstres – et restez pour cela aussi, car le film n'a pas grand-chose d'autre à offrir. » Sur le site Metacritic, qui utilise une moyenne pondérée, le film obtient la note de 47⁄100 pour 51 critiques.
En France, le site Allociné propose une note moyenne de 2,4⁄5 basée sur 14 titres de presse. D'après Mathieu Jaborska du site français Écran Large : « King Kong va chez le dentiste, Godzilla dort dans sa niche, Tom Holkenborg pense que la synthwave est encore cool et Adam Wingard s'amuse avec les jouets de l'ère Showa. Dommage qu'il ne prenne pas la peine de vraiment les mettre en scène. » Alors que pour le magazine d'actualité Le Point : « En 2021, on pensait avoir touché le fond avec « Godzilla vs Kong. Mais sa suite repousse les limites de la kon(g)nerie. »